# Calafquén
Calafquén (del mapudungun ka lafken, "Lago como Mar" 'otro lago' u 'otro mar'), es un balneario lacustre chileno ubicado en la ribera sudoeste del lago Calafquén, formando parte de la comuna de Panguipulli en la Región de Los Ríos. Tiene una población de 103 habitantes (c.2002), posee una playa y numerosas casas vacacionales.
A mediados del siglo XX, era tan sólo el solitario embarcadero de un vapor que cruzaba el lago hacia Coñaripe con el fin de transportar madera, luego fue poblándose hasta convertirse en un balneario turístico.